# Katelin Guregian
Katelin Guregian voorheen bekend als Katelin Guregian (Nashua (New Hampshire) 16 augustus 1987) is een Amerikaans stuurvrouw bij het roeien.
Guregian stuurde de Amerikaanse acht naar vijf wereldtitel en één olympische titel. Guregian was ook onderdeel van de Amerikaanse die op eigen bodem slechts vierde werd tijdens de wereldkampioenschappen van 2017, dit was de eerste nederlaag van de Amerikaanse acht op een mondiaal titeltoernooi sinds 2005.

## Resultaten

### Olympische Zomerspelen
| Jaar | Plaats         | Resultaten |
| ---- | -------------- | ---------- |
| 2016 | Rio de Janeiro | in de acht |

### Wereldkampioenschappen roeien
| Jaar | Plaats              | Resultaten    |
| ---- | ------------------- | ------------- |
| 2009 | Poznań              | in de acht    |
| 2013 | Chungju             | in de acht    |
| 2014 | Amsterdam           | in de acht    |
| 2015 | Aiguebelette-le-Lac | in de acht    |
| 2017 | Sarasota            | 4e in de acht |
| 2018 | Plovdiv             | in de acht    |

1976: Goretzki & Knetsch & Richter & Ahrenholz & Kallies & Ebert & Lehmann & Müller & Wilke ·
1980: Boesler & Neisser & Köpke & Schütz & Kühn & Richter & Sandig & Metze & Wilke ·
1984: O'Steen & Metcalf & Bower & Graves & Flanagan & Norelius & Thorsness & Keeler & Beard ·
1988: Strauch & Zeidler & Haacker & Wild & Kluge & Schröer & Balthasar & Stange & Neunast ·
1992: Barnes & Taylor & Delehanty & Crawford & McBean & Worthington & Monroe & Heddle & Thompson ·
1996: Tănase & Cochelea & Gafencu & Spîrcu & Olteanu & Lipă & Popescu & Ignat & Georgescu ·
2000: Damian & Susanu & Olteanu & Cochelea & Dumitrache & Lipă & Gafencu & Ignat & Georgescu ·
2004: Florea & Susanu & Bărăscu & Papuc & Gafencu & Lipă & Damian & Ignat & Georgescu ·
2008: Cafaro & Cummins & Davies & Francia & Goodale & Lind & Logan & Shoop & Whipple ·
2012: Cafaro & Francia & Lofgren & Ritzel, Musnicki & Logan & Lind, Davies & Whipple ·
2016: Elmore & Gobbo & Logan & Musnicki, Polk & Regan & Schmetterling & Simmonds & Snyder ·
2020: Roman & Gruchalla-Wesierski & Roper & Proske & Grainger & Mailey & Payne & Wasteneys & Kit ·
2024: Rusu & Anghel & Bodnar & Lehaci & Adam & Bereș & Vrînceanu & Radiș & Petreanu